# Кружок братьев Критских
Кружок братьев Критских — объединение прогрессивно настроенной молодежи вокруг трех братьев Критских — Петра, Михаила и Василия — студентов Императорского Московского университета.

## Предпосылки возникновения
После восстания декабристов наступило тяжелое время. Происходило «пробуждение» общества, осмысление прошлого и настоящего России, истории и культуры страны.
Основными центрами развития русской философской мысли стали кружки единомышленников, которые были настроены против политики Николая I. Благодаря кружкам, студенты могли обсудить вопросы литературы и философии, которые их волновали. Некоторые объединения носили анти-правительственный характер.

## История
Кружок возник в 1827 г., он был одним из самых ранних.
Братья Критские и другие члены кружка считали себя последователями декабристов. Михаил Критский восхищался декабристами, был категорически против монархии. Участники кружка даже придумали специальную печать с надписью «Вольность и смерть тирану», её оттиск нашли на одном из документов. Молодые люди выступали за создание конституции, они верили в необходимость революции и восстания народных масс, а также убийства царя. Они считали, что революция возможна только при активном участии народа.
Кружок был раскрыт и разгромлен в самом начале своего существования в 1827 г. По личному распоряжению Николая I все участники кружка были арестованы. Василия и Михаила Критских отправили в тюрьму Соловецкого монастыря, где Василий умер. Михаил и Петр были позднее разжалованы в солдаты.